# Futibatinib
Futibatinib, es vendido bajo la marca Lytgobi, y es un medicamento que se usa para tratar el cáncer de vías biliares .  Este medicamento específicamente, se utiliza en casos que no pueden extirparse mediante cirugía, en los que la fusión del gen del receptor 2 del factor de crecimiento de fibroblastos  es positiva y en los que otros tratamientos no han respondido.  Se toma por vía oral . 
Los efectos secundarios de este medicamento incluyen problemas en las uñas, dolor muscular, estreñimiento, diarrea, cansancio, sequedad de boca, caída del cabello, problemas renales, problemas hepáticos, niveles bajos de plaquetas, niveles bajos de glóbulos blancos, problemas de electrolitos e infección del tracto urinario .  Otros efectos secundarios pueden incluir problemas oculares y mineralización de los tejidos blandos.  El uso de este medicamento durante el embarazo pudiera dañar al bebé.   Es un inhibidor de quinasas, específicamente un inhibidor de FGFR1-4.  
Este medicamento fue aprobado para uso médico en los Estados Unidos en 2022.   Se ha presentado una solicitud de aprobación en Europa, todavía no se aprueba a partir de 2022.  El costo potencial de este medicamento en los Estados Unidos no está claro en octubre de 2022. 